# مامادو باري
مامادو باري (بالفرنسية: Mamadou Barry)‏ (16 مايو 1982 - ) هو لاعب كرة قدم غيني في مركز الهجوم. لعب مع نادي ترغكانو ونادي جنوب الصين ونادي سون هي ونادي يوكوهاما وMetro Gallery FC ‏ وPersipal Palu F.C. ‏ وPersires Rengat ‏.

## وصلات خارجية
- مامادو باري على موقع قاعدة بيانات كرة القدم.إي يو (الإنجليزية)